# Worldgrid
Pour les articles homonymes, voir Atos.
WorldGrid (anciennement Atos WorldGrid) est une société française créée en 2010, filiale d'Eviden (issu du carve-out du Groupe Atos), et vendu à Alten en 2024 et qui en regroupe les activités autour de la supervision de production, transport, distribution de l’énergie.

## Métiers
Développement, intégration de systèmes de supervision temps réel, et services de conseil associés.
Le produit ADACS d'Atos WorldGrid est un SCADA. Il est installé dans plusieurs centrales nucléaires dans le monde mais aussi dans des installations plus conventionnelles telles les centrales de traitement de l'eau.
Atos a fourni le contrôle commande numérique (Niveau 1 et 2) de la centrale de Chooz et de Civaux (Palier N4). Ainsi, Atos est sur les rangs pour fournir son produit pour l'EPR2 d'EDF,.
Focalise sur la gestion intelligente de l’énergie et les smart grids.